# Terapung Raya
Terapung Raya is een bestuurslaag in het regentschap Tapanuli Selatan van de provincie Noord-Sumatra, Indonesië. Terapung Raya telt 1449 inwoners (volkstelling 2010).